# Шаста
Шаста (на английски: Shasta) е окръг в Калифорния, САЩ. Окръжният му център е град Рединг. Окръг Шаста се намира в Централната калифорнийска долина.

## География
Шаста е с обща площ от 9965 кв.км. (3847 кв.мили).

## Население
Окръг Шаста е с население от 163 256 души. (2000)

## Градове
- Андерсън
- Рединг
- Шаста Лейк